# Ommata rubroscutellaris
Ommata rubroscutellaris är en skalbaggsart som beskrevs av Friedrich F. Tippmann 1960. Ommata rubroscutellaris ingår i släktet Ommata och familjen långhorningar. Inga underarter finns listade i Catalogue of Life.